# 226e division côtière
Pour les articles homonymes, voir 226e division.
La 226e division côtière (226ª Divisione Costiera) était une division d'infanterie de l'armée italienne pendant la Seconde Guerre mondiale. La division était basée sur l'île française de la Corse.
Les divisions côtières étaient des divisions de deuxième ligne, généralement formées d'hommes dans la quarantaine et la cinquantaine destinés à effectuer des tâches ouvrières. Les hommes recrutés localement étaient souvent commandés par des officiers appelés à la retraite. Leurs équipements étaient également de basse qualité.

## Ordre de bataille
- 170e régiment d'infanterie
- 171e régiment d'infanterie
- 181e régiment d'infanterie
- 7e groupe d'artillerie